# Alstom
Alstom — французская машиностроительная компания, один из мировых лидеров в производстве железнодорожного транспорта (второе место в мире после китайской CRRC). Штаб-квартира расположена в Сент-Уэн-сюр-Сен (пригород Парижа, Франция).

## История
Компания Alsthom была образована в 1928 году в результате слияния Société Alsacienne de Constructions Mécaniques и французского филиала американской компании Thomson-Houston Electric Company. Société Alsacienne de Constructions Mécaniques («Эльзасское машиностроительное общество») было основано в 1826 году в Эльзасе, первоначально производило текстильное оборудование, в 1839 году начало осваивать производство паровозов. Thomson-Houston Electric Company была основана в 1882 году в Массачусетсе (США) в 1882 году, в 1893 году была создана дочерняя компания во Франции по производству электрогенерирующего оборудования.
В 1969 году Alsthom стала дочерней структурой промышленного конгломерата CGE (позже ставшего Alcatel). В 1976 году CGE поглотила судостроительную компанию Chantiers de l'Atlantique, она была объединена с Alsthom. В 1989 году в Нидерландах была зарегистрирована компания GEC Alsthom N.V., совместное предприятие CGE и британской General Electric Company с интересами в энергетике и скоростных поездах. В июне 1998 года акции GEC Alsthom были размещены на Парижской фондовой бирже, вскоре она стала самостоятельной компанией под названием Alstom (без «h»).
В 2003 году Alstom оказалась на грани банкротства, крупный пакет акций приобрело правительство Франции. В 2006 году правительство продало этот пакет (21 %) строительной компании Bouygues. Также в 2006 году судостроительное подразделение (верфь в Сен-Назере) было продано норвежской компании Aker Yards. В ноябре 2015 года энергетический бизнес компании по всему миру, включая и Францию (3/4 её активов), был продан американской компании General Electric за 17 млрд долл. США.
В сентябре 2017 года начались переговоры о слиянии Alstom с немецкой компанией Siemens Mobility. В феврале 2019 года сделка была заблокирована Еврокомиссией.
В 2021 году было куплено подразделение железнодорожного транспорта Bombardier Transportation у канадской компании Bombardier.

## Собственники и руководство
Крупнейшими акционерами по состоянию на 2023 год были Caisse de dépôt et placement du Québec (канадская компания по управлению активами пенсионных фондов, 17,38 %), сотрудники (1,4 %) и французская строительная компания Bouygues (0,15 %).
Анри Пупар-Лафарж (Henri Poupart-Lafarge, род. 10 апреля 1969 года) — председатель совета директоров и генеральный директор с февраля 2016 года, в компании с 1998 года.

## Деятельность

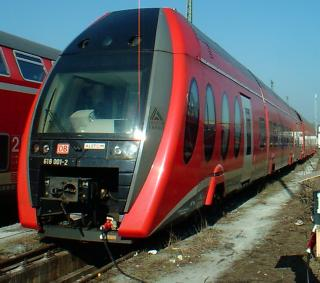
Поезд DBAG 618 LireX, произведённый немецким подразделением Alstom и эксплуатируемый Deutsche Bahn

Компания выпускает железнодорожные локомотивы (тепловозы СС 72000, СС 72100 и др.), высокоскоростные электропоезда серий TGV и AGV, скоростные электропоезда серии Pendolino (разработка Fiat Ferroviaria), региональные поезда серии Coradia, пригородные поезда (X'Trapolis и Alstom Aventra), трамваи (Citadis и Flexity), вагоны метро Alstom Metropolis, монорельсовые составы Alstom Innovia.
Ранее также имела в своём составе судостроительное подразделение, проданное в 2006 году (компанией были построены такие лайнеры, как «Нормандия» и Queen Mary 2, а также первые УДК «Мистраль»).
Высокоскоростные электропоезда серии TGV используются компаниями — операторами скоростных поездов TGV, Thalys, Eurostar. Скоростные электропоезда серии Pendolino используются компаниями — операторами скоростных поездов Eurostar Italia, Virgin Trains, Suomen Valtion Rautatiet (VR) (Финляндия). С 2007 года ведётся изготовление первого состава скоростного электропоезда Allegro серии поездов Pendolino по заказу компании Karelian Trans LTD, совместного предприятия VR (Финляндия) и Российских железных дорог.

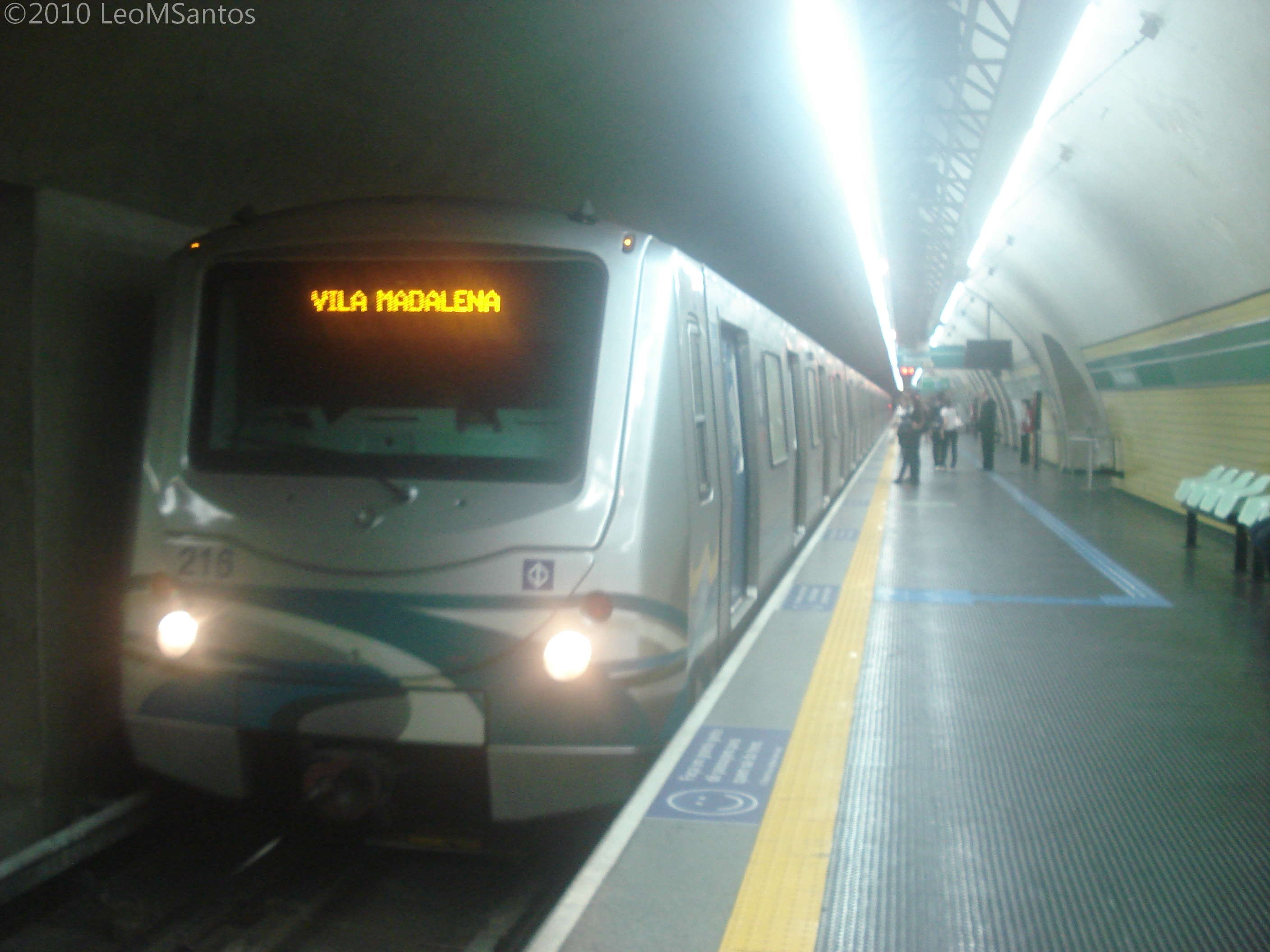
Поезд Alstom A96 на станции Вила Мадалена метрополитена Сан-Паулу

Подразделения по состоянию на 2023 год:
- Подвижной состав — производство локомотивов и вагонов различных типов поездов (дочерняя компания Alstom Transport), 53 % выручки;
- Услуги — ремонт и модернизация подвижного состава, 23 % выручки;
- Системы — прокладка путей, электрификация, средства связи, оборудование для станций, 9 % выручки;
- Сигнальное оборудование — железнодорожная светофорная сигнализация, системы автоматизации управления, 15 % выручки.

Выручка за 2022/23 финансовый год составила 16,5 млрд евро, основными рынками были Европа (60 % выручки, в том числе Франция — 15 %), Америка (17 %), Азиатско-Тихоокеанский регион (14 %), Африка, Ближний Восток и средняя Азия (8 %). Портфель заказов по состоянию на конец марта 2023 года превышал 87 млрд евро.
По всей Франции эксплуатируются дизель-поезда X 72500 производства Alstom.
Портфель заказов компании на 31 марта 2009 года составлял 45,67 млрд евро (рост на 16 % по сравнению с предыдущим годом). Выручка за финансовый год, закончившийся 31 марта 2010 года, — 19,7 млрд евро (годом ранее — 18,7 млрд евро), чистая прибыль — 1,2 млрд евро (1,1 млрд евро).

### Перспективные проекты
Наиболее современный продукт Alstom в области железнодорожных перевозок — скоростные поезда четвёртого поколения AGV.
В 2016 году был представлен первый водородный поезд — Coradia iLint.

### Alstom в России
- 31 марта 2009 года было подписано соглашение между Alstom Transport и ЗАО «Трансмашхолдинг» о стратегическом партнёрстве. В 2009—2010 годах Alstom приобрела блокирующий пакет (25 % +1 акция) в капитале материнской компании ЗАО «Трансмашхолдинг»[11]. В итоге две компании создали на паритетных условиях СП «Технологии рельсового транспорта» (ТРТ). СП планирует создать три филиала: на базе Новочеркасского электровозостроительного завода (для разработки локомотивов), на базе мытищинского «Метровагонмаша» (для разработки поездов метро, трамваев и электропоездов) и на базе Тверского вагоностроительного завода (разработка пассажирских вагонов)[12].
- Основным совместным проектом французской компании и ТМХ в России является разработка и выпуск магистрального пассажирского двухсистемного электровоза ЭП20. С ОАО «РЖД» летом 2010 года был подписан контракт на поставку 200 таких локомотивов. Ожидалось, что первый электровоз будет выпущен до конца 2010 года. Официально первый ЭП20 был построен в 2011 году, хотя на конец 2010 года он был уже практически готов. По состоянию на 2022 год продолжается производство ЭП20, на основе узлов и агрегатов ЭП20 строится серийно грузовой электровоз переменного тока 2ЭС5[9][13][14][15].
- Alstom является поставщиком подвижного состава — скоростных поездов Pendolino Sm6 для линии Санкт-Петербург — Хельсинки (см. Allegro (поезд))[9][16].
- В 2007 году Alstom и ОАО «Атомэнергомаш» (машиностроительным дивизионом российской госкорпорации «Росатом») было создано совместное предприятие «Альстом-Атомэнергомаш». Было подписано соглашение о производстве машинных залов АЭС, укомплектованных оборудованием на базе тихоходной технологии «Арабелль» («ARABELLE»). Также в основные виды деятельности СП входят: производство тихоходных турбин и генераторов мощностью 1200—1800 МВт, систем пароперегревания и конденсаторов турбин; инженерное сопровождение и комплектация турбинных отделений, их сервисное обслуживание и модернизация. В декабре 2012 года решением совета директоров СП «Альстом-Атомэнергомаш» было принято разместить площадку для производства оборудования машинных залов в Волгодонском филиале «АЭМ-Технологии» (ПО «Атоммаш») в городе Волгодонске Ростовской области. Там же запущена подготовка производства отдельных компонентов тихоходной турбины в рамках исполнения заказа для Балтийской АЭС. На «Атоммаше» есть возможность для изготовления любого энерго-машиностроительного оборудования, а также его отгрузки всеми видами транспорта, в том числе водным с собственного причала[17][18][19][20].